# Веен, Отто ван
Отто ван Веен, Октавиус Вениус, Отто Вениус; нидерл. Otto van Veen, (лат.  Octavius Vaenius, Otto Venius; 1556, Лейден — 6 мая 1629, Брюссель) — фламандский художник: живописец, рисовальщик и гравёр, книжный иллюстратор. Представитель большой семьи потомственных художников. Отто ван Веен был художником интернационального маньеризма, литератором-гуманистом, работавшим в основном в Антверпене и Брюсселе. Он известен картинами на религиозные и мифологические сюжеты, аллегориями и портретами, которые он создавал в большой мастерской в Антверпене. Кроме того, он разработал несколько книг с эмблемами и с 1594 или 1595 по 1598 год был учителем Питера Пауля Рубенса. Его роль художника-гуманиста и романиста с классическим образованием (pictor doctus) оказала влияние на молодого Рубенса, который и сам взял на себя эту роль. Отто ван Веен был придворным художником сменявших друг друга губернаторов Габсбургских Нидерландов, включая эрцгерцогов Альбрехта и Изабеллу.

## Семья художников ван Веен
Семья ван Веен охватывала несколько поколений художников XVI—XVII веков. Бальтазар ван дер Веен (1596—1657) был известным живописцем-пейзажистом. Отто ван Веен известен как убеждённый романист, был связан с домом Фарнезе в Риме и двором императора Рудольфа II в Праге. Известными живописцами и гравёрами были братья Отто ван Веена — Питер, Артус, Этьен и Гейсберт ван Вeeн (1558—1630). Его племянники (дети Питера): Аполлония, Симон и Якоб стали успешными рисовальщиками пастелью. Его дочь Гертруда от жены Марии Лоэтс (Лотс или Лоос) также стала художницей (его шестилетний сын Корнелис был похоронен 19 сентября 1605 года в церкви Св. Иакова).

## Биография Отто ван Веена
Отто ван Веен родился в Голландии, в Лейдене, с 1572 года жил в южных Нидерландах. Отец будущего художника — Корнелис Янс ван Веен (1519—1591), был бургомистром Лейдена и семья была обеспеченной. Его отец был рыцарем, лордом Хогевена, Депласса, Вюрса и, по семейному преданию, происходил от сына Иоанна III, герцога Брабантa. Он также был доктором права, юрисконсультом города и представителем графства Голландия в Генеральных штатах Габсбургских Нидерландов.
Отто ван Веен до 1572 года учился живописи в Лейдене у Исаака Класа ван Сваненбурга (1537—1624) до октября 1572 года, когда захват Лейдена протестантской армией заставил католическую семью переехать в Антверпен, а затем в Ахен и Льеж. В Льеже Отто на два года стал пажом принца-епископа. Некоторое время учился там у Доминика Лампсониуса, поэта, живописца и гуманиста, и Жана де Раме (Реми). Лампсониус знал латынь, имел университетское образование и четыре года работал секретарём у кардинала Реджинальда Поула в Кентербери, в Англии. Он познакомил ван Веена с классической гуманистической литературой. Стремление получить хорошее образование и познания в живописи и искусстве в целом, привело О. ван Веена к желанию посетить папский Рим, куда он отправился в 1575 году.
Он пробыл в Риме около пяти лет, возможно, обучаясь у Федерико Цуккаро. Итальянское искусство оказало заметное влияние на творчество художника. Нидерландский историограф Карел ван Мандер в «Книге о художниках» (1604) рассказывает, что ван Веен в 1583 году, по дороге в Льеж, побывал в Мюнхене и Кёльне. Работал при дворах императора Рудольфа II в Праге и герцога Баварии Вильгельма V. Он вернулся в Нидерланды около 1585 года. В 1585 году стал придворным художником губернатора Южных Нидерландов герцога Пармского Алессандро Фарнезе при его дворе в Брюсселе. После смерти герцога в 1592 году ван Веен переехал в Антверпен, где в 1594 году стал мастером Гильдии Святого Луки. 19 ноября 1593 года за 1000 гульденов приобрёл дом в Антверпене.
Он также открыл большую мастерскую, в которой с 1595 по 1598 год обучался выдающийся фламандский художник Питер Пауль Рубенс. Ван Веен продолжал поддерживать связи с брюссельским двором. Когда в 1594 году эрцгерцог Эрнст Австрийский стал губернатором, ван Веен, возможно, помог ему в приобретении ценных картин таких художников, как Иероним Босх и Питер Брейгель Старший. В 1599 году ван Веен руководил украшением города по случаю торжественного въезда в город эрцгерцога Альбрехта VII Австрийского и Изабеллы Клары Евгении.
Позднее, в 1602 году художник занимал должность декана антверпенской Гильдии Святого Луки. С 1606 года он также был членом, а затем деканом местной гильдии романистов (поклонников римской культуры). Гильдия была сообществом знатных людей и художников, действовавшем в Антверпене с XVI по XVIII век. Одним из условий членства было посещение Рима.
Эрцгерцоги Альбрехт и Изабелла в 1612 году назначили ван Веена «смотрителем» (waerdeyn) возрожденного Брюссельского монетного двора.

## Творчество
На протяжении своей деятельности придворного художника Отто ван Веен писал Алтарная картинаалтарные картины (многие из которых находятся ныне в соборе и церквях Антверпена, капелле Ратуши, в музеях Антверпена и Брюсселя, а также в парижском Лувре), создал ряд Гравюрагравюр, в том числе эмблематические композиции (подготовительные эскизы маслом и в гризайльной технике хранятся в музеях Руана, Лилля, Дуэ, а также в Лувре).
Он писал картины для Генеральных штатов Голландской Республики, в том числе серию из двенадцати картин, датированных 1613 годом, изображающих сражения римлян и батавов (древнегерманское племя) на основе опубликованных ранее гравюр на эту тему.
Ван Веен делал рисунки для книжных иллюстраций, участвовал в публикациях популярных в то время эмблематических сборников, в том числе «Quinti Horatii Flacci Emblemata» (1607), «Amorum Emblemata» (1608), «Amoris divini Emblemata» (1615) и «Emblemata sivesymbola» (1624). В этих работах пригодились навыки ван Веена как художника и знания учёного-гуманиста.
Публикации оказали заметное влияние на дальнейшее развитие жанра книг эмблем. В частности «Quinti Horatii Flacci Emblemata» были впервые опубликованы в 1607 году в Антверпене издателем Иеронимом Вердюссеном. В этой книге произведения римского поэта Горация переведены в с помощью гравюр в актуальные изобразительные композиции, предназначенные для философских и моральных размышлений. В первый год публикации вышло два отдельных издания. Первый содержал лишь фрагменты текстов Горация и других античных авторов, преимущественно на латыни (в основном Горация) с аллегорической гравюрой на развороте. Во втором издании, опубликованном тем же антверпенским издателем, латинские тексты сопровождались голландскими и французскими четверостишиями, а сборник текстов и изображений стал больше походить на традиционные эмблемы. В третье издание 1612 года были добавлены испанские и итальянские стихотворения. Книга стала продуктом сотрудничества многих рисовальщиков, гравёров, печатников, ученых-филологов. Сборники широко распространялись в XVII и XVIII веках, их копировали во Франции, Испании, Италии и Англии. Книга даже использовалась для обучения будущего короля во Франции, а также в качестве домашнего справочного издания.

## Галерея
- Портрет Алессандро Фарнезе. Ок. 1585. Дерево, масло. Королевские музеи изящных искусств, Брюссель
- Художник за работой в окружении семьи. 1584. Холст, масло. Лувр, Париж
- Амазонки и скифы. До 1629. Дерево, масло. Музей истории искусств, Вена
- Oплакивание Христа. Ок. 1598. Холст, масло. Лувр, Париж
- Аллегория искушений юности. Дерево, масло. 	Национальный музей изобразительных искусств, Стокгольм
- Путти разыгрывают вакханалию. Между 1590 и 1620. Медь, масло. Национальный фонд, Бельгия
- Q. Horatii Flacci emblemata. 1607. Антверпен. Разворот титула
- Счастливое сражение. Amorum emblemata. 1608